# Хямяляйнен, Хелви
Хе́лви Хя́мяляйнен (фин. Helvi Hämäläinen; 16 июня 1907, Фридрихсгам, Великое княжество Финляндское, Российская империя — 17 января 1998, Эспоо, Финляндия) — финская писательница и поэтесса.
Обладатель «Pro Finlandia», высшей государственной награды Финляндии для деятелей искусств (1959). Лауреат премии Финляндия за поэтический сборник Sukupolveni unta (1987).

## Семья
Замужем не была, приёмная дочь Юулия-Киргизия Виркхаус (фин. Juulia-Kirgisia Wirkhaus,1928 — 2002,в 1932—1961 годах — Хямяляйнен, фамилия при рождении неизвестна) — финская сестра милосердия.

## Биография
Дочь меховщика. После смерти отца в 1923 году, семья Хямяляйнен бедствовала. До 1931 работала переписчицей.
Позже более шестидесяти лет занималась творческой деятельностью.
Умерла в Эспоо в 1998. Похоронена на православном кладбище Хельсинки.

## Творчество
Первый роман «Благодетель» (фин. «Hyväntekijä») появился в 1930 году, но её прорыв в финской литературе произошёл пять лет спустя.
В первом значительном романе «Сточные воды» («Katuojan vettä», 1935), реалистически описывая жизнь рабочего пригорода, Х. Хямяляйнен воплощает свои гуманистические идеалы в героях из рабочей среды.
Психологический роман «Деревня горит» («Kylä palaa», 1938) содержит лирические картины провинциальной жизни. В романе «Приличная трагедия» («Säädyllinen murhenäytelmä», 1939) критически показаны герои из среды финской интеллигенции. В антивоенном романе «Дезертир» («Karkuri», 1961, рус. пер. 1967) характерна символика в изображении Второй мировой войны и судьбы героя.
Она также автор стихов, в которых ощутимо влияние модернистской эстетики: сборники «Любовник-призрак» («Aaverakastaja»), «Платье из облака» («Pilvipuku», 1950), «Привязанные к облаку» «Pilveen sidottu», 1961) и др.

### Избранная проза
- Hyväntekijä (1930)
- Lumous (1934)
- Katuojan vettä (1935)
- Tyhjä syli (1937)
- Kylä palaa (1938)
- Säädyllinen murhenäytelmä (1941)
- Velvoitus (1942)
- Hansikas (1943)
- Kylä vaeltaa (1944)
- Pouta (1946)
- Sarvelaiset (1947)
- Ketunkivi (1948)
- Tuhopolttaja (1949)
- Kasperin jalokivet (1953)
- Kolme eloonherätettyä (1953)
- Karkuri (1961)
- Suden kunnia (1962)
- Kadotettu puutarha (1995)
- Säädyllinen murhenäytelmä (täydellinen laitos 1995)
- Uusi Aadam (1997)

### Избранная поэзия
- Aaverakastaja (1936)
- Kuunsokea (1937)
- Lapsellinen maa (1943)
- Pilvi (1946)
- Viheriä poika (1946)
- Voikukkapyhimykset (1947)
- Pilvipuku (1950)
- Surmayöt (1957)
- Punainen surupuku (1958)
- Pilveen sidottu (1961)
- Poltetut enkelit (1965)
- Sokeat lähteet (1967), совместно с Ю. К. Виркхаус.
- Valitut runot (1973)
- Sukupolveni unta (1987)